# Яромаска (село)
Яромаска — село в Сарапульском районе Удмуртии, входит в состав сельского поселения Дулесовское.

## География
Село расположено в юго-восточной части Удмуртии на правом берегу Камы, у места впадения в неё реки Яромаски, в 49 км к юго-востоку от города Ижевска, в 8 км от железнодорожной станции города Сарапула и в 3 км к югу от села Дулесово.

## Население
| 2010 | 2012 |
| ---- | ---- |
| 161  | ↗164 |

## История
При слиянии рек Яромаски и Камы в III—V веках существовало городище, занимавшее узкий, покрытый лесом мыс. В письменных источниках Яромаска впервые упоминается в «Писцовой книге Казанского уезда 1647—1656 г.» как деревня в дворцовой Сарапульской волости Арской дороги Казанского уезда: «Деревня Ушакова, Ерамаска то ж: пашни и перелогу восмь длинников, восмь поперечников, итого шестьдесят четыре десятины в три поля. А в одно поле иметца дватцать одна десятина с третью, а в дву по тому ж». В 1684 году около деревни возник Успенский-Лихоткин Яромаский монастырь. Монастырь был упразднён в 1764 году в результате секуляризационной реформы, проведённой Екатериной II.
В XVIII — начеле XX веков — в Сарапульском уезде Вятского наместничества (с 1796 года — Вятской губернии). На 1924 год Яромаска являлась центром Яромасского сельсовета Сарапульского района, который в 1965 году был переименован в Дулесовский сельсовет. В 2006 году Яромаска вошла в состав муниципального образования «Дулесовское».

## Религия
В 1819—1834 годах в Яромаске был построен храм Успения Пресвятой Богородицы. По данным на 1890 год к приходу церкви относились следующие деревни: Большие Пещеры, Гари, Девятово, Дулесово, Котова, Кузнецово, Макшаки, Малые Пещеры, Смолино, Сполохово, Сурики, починок Полуденный.
В 1941 году церковь была закрыта и постепенно пришла в запустение. В 2006—2008 годах церковь была отреставрирована.

## Культура
В 1936 году возле села Яромаска снимался фильм «Волга, Волга».